# Ланг, Розмари
Роземари Ланг (нем. Rosemarie Lang; 21 мая 1947, Грюнштедтель, ныне в составе Шварценберг — 12 января 2017) — немецкая оперная певица

 (меццо-сопрано).

## Биография
Обучалась в Лейпцигской консерватории, в том числе у Хельги Форнер. В 1969 году заняла второе место на Международном конкурсе имени Шумана в Цвиккау, в 1972 году — первое на Международном конкурсе имени Иоганна Себастьяна Баха в Лейпциге.
В 1972—1987 годах — солистка Лейпцигской оперы, с 1987 года — в Берлинской опере, где дебютировала в партии Клитемнестры в «Ифигении в Авлиде» Кристофа Виллибальда Глюка. Наиболее важные партии в репертуаре Ланг — Дорабелла в «Так поступают все», Керубино в «Свадьбе Фигаро», Секст в «Милосердии Тита», Ромео в «Монтекки и Капулетти» Беллини, Розина в «Севильском цирюльнике», Октавиан в «Кавалере роз». В 1989 году участвовала в премьере оперы Зигфрида Матуса «Граф Мирабо». Выступала также в камерном репертуаре (песни Шуберта, Шумана, Брамса).